# G.I.ジョー バック2リベンジ
『G.I.ジョー バック2リベンジ』（原題: G.I. Joe: Retaliation）は、ジョン・チュウ監督による2013年公開のアメリカ合衆国のアクション映画。ハズブロの玩具G.I.ジョーを原作としており、2009年の『G.I.ジョー』の続編である。配給するパラマウント映画は2012年5月、本作の3Dでの公開を決め、北アメリカでの公開を2012年6月29日から2013年3月29日へと延期した。脚本は『ゾンビランド』のレット・リースとポール・ワーニックが執筆した。

## あらすじ
G.I.ジョーチームの活躍によってナノマイトを使ったコブラの作戦は阻止され、彼らに逮捕されたコブラコマンダーとデストロはドイツ・ザルツブルクの刑務所に収監された。ある日新メンバー・ロードブロックやレディJ、フリントを加えたデューク率いるG.I.ジョーはパキスタンにて極秘任務に臨んでいたが、アメリカ合衆国大統領に変装したザルタンによって反逆者の汚名を着せられて攻撃され、デュークを始めとしたG.I.ジョーメンバーの殆どが戦死し、さらにはG.I.ジョー本部も壊滅させられてしまう。一方、コブラコマンダーは戦死したと思われていたストームシャドーと新たなるコブラの一員・ファイヤーフライの助力によって刑務所から脱獄した。
生き残ったロードブロック、レディJ、フリントの3人は何とかアメリカに戻ると、大統領がG.I.ジョーに代わる新たな特殊部隊「コブラ」を発表していた。3人は伝説のG.I.ジョー初代司令官・ジョー・コルトンに助力を求め、大統領が出席する募金イベントに潜入し、ザルタンが大統領に化けていることを突き止めた。その頃、G.I.ジョー本隊とは別行動を取り東京にいたスネークアイズも、師匠のブラインドマスターの命を受け自身の弟子である女忍者・ジンクスと共にストームシャドーを生け捕りにすべく出動。脱獄の際に負傷しヒマラヤの寺院で治療を受けていたストームシャドーの元に行き、攻防の末彼を捕らえることに成功する。スネークアイズ達によって東京に連行されたストームシャドーはそこで追われる原因となった自分の師匠の殺害嫌疑が冤罪で、師匠を殺したのがコブラだったと知る。師匠の復讐を果たすべく、ストームシャドーはスネークアイズ達と同行する。
その頃、ザルタン扮する大統領は核保有国であるロシア・イギリス・フランス・イスラエル・中国・インド・北朝鮮の首脳をサムター砦に招いてサミットを開催していた。ザルタンは核軍縮に消極的な各国首脳に対して核兵器の放棄を提案し、これを拒否するのであれば宣戦布告と見做すと通告、彼らの目の前で核のフットボールを通じアメリカが保有する全核ミサイルを発射する。これに対応すべく各国も続々と核ミサイルを発射するが、それを確認したザルタンは発射した核ミサイルに自爆指令を送って自爆させ、他の首脳にも核ミサイルの自爆を促す。それに応じた各国の首脳は自国の核ミサイルに自爆指令を送って自爆させるが、それを狙っていたザルタンは首脳たちに秘密兵器「プロジェクトゼウス」の存在を明かす。プロジェクトゼウスは衛星軌道上に配置した7つの人工衛星から目標に向けタングステン製ロッドを投射して破壊するもので、核よりもクリーンで強力な恐るべき大量破壊兵器だった。ザルタンはデモンストレーションとしてロンドンをプロジェクトゼウスを用いて破壊し、そこに現れたコブラコマンダー達は各国首脳に対しコブラに屈服するよう要求、応じなければプロジェクトゼウスで各国の首都を破壊すると脅迫した。
世界の危機が迫る中、G.I.ジョーは二手に分かれ本物の大統領救出と各国首脳の救出に向けコブラに戦いを挑む。

## キャスト
※括弧内は日本語吹替
G.I.ジョー
- マーヴィン・F・ヒントン / ロードブロック - ドウェイン・ジョンソン（楠大典）
- ジェイ・バーネット / レディ・ジェイ - エイドリアンヌ・パリッキ（菜々緒）
- ダシール・R・フェアボーン / フリント - D.J. コトローナ（板倉光隆）
- スネークアイズ - レイ・パーク（台詞なし）
- キム・アラシカゲ / ジンクス - エロディ・ユン（行成とあ）
- ジョー・コルトン司令官 - ブルース・ウィリス（仲野裕）
- コンラッド・S・ハウザー / デューク - チャニング・テイタム（小松史法）
- モリス・L・サンダーソン / マウス - ジョセフ・マゼロ（須藤翔）
- ロバート・W・グレイブス / グラント - ライアン・ハンセン
- ランス・J・スタインバーグ / クラッチ - ジム・パーマー

コブラ
- レックスフォード・G・"レックス"・ルイス / コブラコマンダー - ルーク・ブレイシー（英語版）、声：ロバート・ベイカー（土田大）
- トーマス・アラシカゲ / ストームシャドー - イ・ビョンホン（阪口周平）
- ファイヤーフライ - レイ・スティーヴンソン（咲野俊介）
- ザルタン - アーノルド・ヴォスルー
- ザンダー - マット・ジェラルド（英語版）（遠藤大智）

その他の登場人物
- アメリカ合衆国大統領 / ザルタン - ジョナサン・プライス（糸博）
- ブラインドマスター - RZA（ふくまつ進紗）
- ウォーデン・ナイジェル・ジェームズ刑務所長 - ウォルトン・ゴギンズ（根本泰彦）

## 製作

### 企画
2011年1月、『ゾンビランド』の脚本家であるレット・リースとポール・ワーニックが続編の脚本執筆のために雇われた。元々は『G.I. Joe: Cobra Strikes』というタイトルであったが、後にリースによって却下された。また当初、スティーヴン・ソマーズが監督を続投する予定であったが、2011年2月、パラマウント映画は新たにジョン・チュウを起用すると発表した。2011年7月、続編のタイトルは『G.I. Joe: Retaliation』であることが明らかとなった。
チュウは、本作が1作目とは大幅に異なるだろうと語った。彼は1作目からのキャラクターを減らし、本作では新しいキャラクターを描き、シリーズをリブートする考えも一部にあった。

### キャスティング
2011年1月、イ・ビョンホンがストームシャドーを再演することが確認された。チャニング・テイタムとレイ・パークも引き続いてデュークとスネークアイズを演じる。スカーレットを演じたレイチェル・ニコルズは、前述の3名を除いたほとんどの前作キャストたちが出演しないと発言した。2011年3月、シエナ・ミラーが続編に出演しないと述べた。5月、コブラコマンダー役のジョセフ・ゴードン＝レヴィットも続編に出ないことが明らかとなった。
2011年6月、ドウェイン・ジョンソンがロードブロック、D・J・コトローナとラッパーのRZAがフリントとブラインドマスター役で出演し、エロディ・ユンがジンクス役で交渉中であることが明らかとなった。2011年7月、エイドリアンヌ・パリッキがレディ・ジェイ、レイ・スティーヴンソンが悪役のファイアフライを演じることが確定した。さらに同月、アーノルド・ヴォスルーは再度ザルタンを演じ、ジョゼフ・マゼロはマウス役を務めることが明らかとなった。2011年8月、ウォルトン・ゴギンズがウォルデン・ナイジェル・ジェームズ役で追加され、さらにブルース・ウィリスが初代G.I.ジョー役で出演することが明らかとなった。またレイ・パークが、スネークアイズのペットの狼であるティンバーも再登場することを明らかにした。
2011年9月、インターネット上にキャスティング・コール・シートが流出し、続編にもコブラコマンダーが登場することが判明した。監督のジョン・チュウは、このコブラコマンダーはレヴィットが演じたのと同じキャラクターでは無いとインタビューで語った。2012年2月、チュウ監督はコブラコマンダーは1作目とは別のバックストーリーを持った別者になることを明かした。また、ファンは映画の中でデストロを一目見ることができるが、1作目で同役を演じたクリストファー・エクルストンは出演しないと語った。2012年5月1日、本作のコブラコマンダーはレックス・ルイスであり、ジョゼフ・ゴードン＝レヴィットが前作で演じたキャラクターと同一人物であることがチョウにより明かされた。

### 撮影
撮影は2011年8月にルイジアナ州で開始された。2011年11月22日、ニューオーリンズでの撮影中にスタッフが死亡する事故が発生した。

## プロモーション
2011年12月12日、プレミア予告編がMachinima.comから公開された。予告編ではザ・ホワイト・ストライプスの楽曲「セヴン・ネイション・アーミー」をザ・グリッチ・モブリミックスしたものが使われた。2012年1月12日、『Interview』上にて「Thursday video Face-Off」と称して『Alter Egos』と共に特集された。第46回スーパーボウルではジェイ・Zの音楽を含む短い予告編が流された。日本ではイ・ビョンホンに焦点を当てた予告編が2012年4月に公開された。全長予告編第2弾は2012年4月24日に公開された。

### 玩具展開
2012年5月にハズブロより映画に関連した玩具が発売される。